# ダビド・ポラコ
ダビド・アルバレス・バスケス（スペイン語: David Alvarez Vazquez, 1990年2月19日 - ）は、スペイン・ヘレス・デ・ラ・フロンテーラ出身のサッカー選手。ポジションはサイドハーフ、ディフェンダー。登録名はダビド・ポラコ（David Polaco）。

## 来歴
15歳の時にU-15アンダルシア代表の一員としてプレーしているところをFCバルセロナのスカウトに見初められ、2005-2006シーズンにバルセロナのカンテラであるカデッテAに編入する。その後、フニベルカテゴリーではチームの得点源となった。
愛称のポラコ(Polaco)はスペイン語でポーランド人の意味を指す。ポラコ本人はスペイン生まれであるが、体つきや性格が東ヨーロッパ人特有のものに似ていることから、この愛称で呼ばれている。

## 所属クラブ
- 2009-10 UDAグラメネット
- 2010-11 RCDマヨルカB
- 2012-13 サン・フェルナンドCD
- 2013 アトレティコ・サンルケーニョ
- 2014 レバンテUDB
- 2014-15 RBリネンセ
- 2015-16 CDオリンピック・デ・シャティバ
- 2016 ポブラ・デ・マフメット
- 2016 CDイサーラ
- 2017 CDオリンピック・デ・シャティバ
- 2017- ヘレスCD